# Буссак (Крёз)
Бусса́к (фр. Boussac, окс. Boçac) — коммуна во Франции, находится в регионе Лимузен. Департамент коммуны — Крёз. Входит в состав кантона Буссак. Округ коммуны — Гере.
Код INSEE коммуны — 23031.

## Население
Население коммуны на 2010 год составляло 1353 человека.
| 1962 | 1968 | 1975 | 1982 | 1990 | 1999 | 2010 |
| ---- | ---- | ---- | ---- | ---- | ---- | ---- |
| 1514 | 1557 | 1933 | 1852 | 1652 | 1604 | 1353 |

## Экономика
В 2010 году среди 666 человек трудоспособного возраста (15—64 лет) 475 были экономически активными, 191 — неактивными (показатель активности — 71,3 %, в 1999 году было 72,3 %). Из 475 активных жителей работали 412 человек (213 мужчин и 199 женщин), безработных было 63 (29 мужчин и 34 женщины). Среди 191 неактивных 35 человек были учениками или студентами, 97 — пенсионерами, 59 были неактивными по другим причинам.